# República do Extremo Oriente
A República do Extremo Oriente (em russo: Дальневосточная республика; romaniz.: Dalnevostochnaya respublika; sigla: DVR), por vezes denominada República de Chita, foi um Estado nominalmente independente estabelecido em 6 de abril de 1920 em Blagoveshchensk, localizado no extremo leste da Rússia, a leste do lago Baical e ao sul da Sibéria. Embora oficialmente independente, era na prática controlado pela República Socialista Federativa Soviética da Rússia. Sua capital, a partir de outubro de 1920, foi Tchita.
Após a evacuação de Vladivostoque pelo Japão, em 15 de novembro de 1922, a República do Extremo Oriente foi anexada à Rússia Soviética, que, cerca de um mês depois, foi uma das repúblicas fundadoras da União das Repúblicas Socialistas Soviéticas.